# Пукаскуа
Пукаскуа (на английски: Pukaskwa National Park) е национален парк на Канада, създаден през 1978 г. с площ от 1877,8 км2. Намира се близо до крайбрежието на Горното езеро в Онтарио. Името на парка е от индиански произход, но значението му е неясно.
Има доказателства за ранното обитаване на района на парка. През 17 век пристигат европейските изследователи, последвани бързо от търговците и от дървообработващата промишленост. Днес парка предлага на посетителите място за отдих с примитивни къмпинги. Отделно има паркинг достъпен за автомобили. Услугите се предлагат в близкия Маратон, Онтарио.
Парка е разположен на древно плато, част от Канадския щит. Теренът е набразден от реки и езера и е покрит с гъста бореална гора. Из територията му бродят лосове, черни мечки, вълци и по-дребни животни адаптирани към живота в северните гори. Малко стадо карибу, рядко срещани в тази част на страната също обикаля парка. Числеността на стадото постоянно намалява вследствие на промените в местообитанието в земите в непосредствена близост до парка. Това показва, че местообитанието на едрите бозайници не е обхванато от границите на парка, нещо което се среща в почти всички национални паркове.